# Clara Forrer
Clara Forrer, auch Clara Holzmann-Forrer (* 19. April 1868 in Meilen, Kanton Zürich; † 17. Februar 1950 in Zürich), war eine Schweizer Lyrikerin.

## Leben und Werk
Clara Forrer wurde als Tochter eines Seidenhändlers in Obermeilen im Kanton Zürich geboren. Ihr zwei Jahre älterer Bruder war Robert Forrer. Als ihre Mutter die Familie verliess, wuchsen die Geschwister bei der Grossmutter auf. Ein Pfarrer dessen Konfirmandenunterricht sie besuchte, bemerkte und förderte ihre schriftstellerische Tätigkeit. Mit seiner Unterstützung konnte sie 1886 ein erster eigener Band mit Gedichten veröffentlichten. 1893 erschien die zweite Auflage unter dem Titel Gedichte im Verlag Höhr & Fäsi in Zürich.
Clara Forrer heiratete 1889 Musikalienhändler und Sänger Adolf Holzmann. Mit ihm hatte sie drei Kinder, darunter den späteren Maler und Graphiker Adolf Holzmann (1890–1968). Als Hausfrau und Mutter fand Clara Forrer nur unregelmässig Zeit für ihre schriftstellerische Neigung, so dass ein weiterer Band mit Gedichten unter dem Titel Blütenschnee: neue Gedichte erst 1895 publiziert wurde. Dieser Band erschien im Zürcher Verlag Raustein. Ein dritter Gedichtband, mit dem Titel Neue Gedichte, nahm weitere dreizehn Jahre Arbeit in Anspruch. Dieser erschien im Jahr 1908 beim Verlag Orell Füssli in Zürich. Im selben Verlag veröffentlichte sie 1910 Ein Buch für Kinder als ersten Band der Serie Jungbrunnen gemeinsam mit dem Maler und Illustrator Ernst Georg Rüegg (1880–1948), der von 1916 bis 1948 als Zeichenlehrer an der Kunstgewerbeschule Zürich wirkte.

## Schriften (Auswahl)
- Gedichte. Höhr & Fäsi, Zürich 1893.
- Blütenschnee: neue Gedichte. Raustein, Zürich 1895.
- Neue Gedichte. Orell Füssli, Zürich 1908.
- Ein Buch für Kinder (= Jungbrunnen. Erster Band). Orell Füssli, Zürich 1910 (mit Bildern von Ernst Georg Rüegg).